# Dum diversas

Wappen Papst Nikolaus’ V.

Dum diversas ist eine Päpstliche Bulle. Mit ihr erteilte Papst Nikolaus V. am 18. Juni 1452 König Alfons V. von Portugal die Erlaubnis, „die Länder der Ungläubigen zu erobern, ihre Bewohner zu vertreiben, zu unterjochen und in die ewige Knechtschaft zu zwingen“. In der päpstlichen Bulle Romanus Pontifex vom 8. Januar 1455 griff Nikolaus V. nochmals die Eroberung und Versklavung der heidnischen Länder auf.

## Hintergrund
Diese Bulle wird von Historikern meist als Reaktion auf die akute Bedrohung des Christlichen Abendlandes durch die Sarazenen angesehen. Konstantinopel war in ernstliche Bedrängnis geraten und eine baldige Eroberung der Stadt wurde zunehmend absehbar. Die Bulle dürfte ein Versuch gewesen sein, Alfons zu einem Kreuzzug gegen die Türken zu bewegen. Das letztendliche Ziel der Bulle war jedoch die Bekehrung versklavter Muslime und Heiden. 1493 wurde das in der Bulle proklamierte Konzept der Übertragung exklusiver Einflusssphären bestimmter Nationalstaaten in der Bulle Inter caetera von Papst Alexander VI. auf den amerikanischen Kontinent ausgedehnt.
Anfang des 15. Jahrhunderts waren die Portugiesen auf ihren Entdeckungsreisen am Kap Blanco (Westafrika) erstmalig auf indigene Bewohner gestoßen. Mit der Bulle Dum diversas erhielten sie nun vom Heiligen Stuhls die Erlaubnis, diese Menschen zu versklaven. Diese Praxis war bereits schon länger üblich, war aber zuvor vom Papst sanktioniert worden.

## Inhalt
Konkret heißt es in der Bulle:

„Bulle Dum diversas von Papst Nikolaus V. an König Alphons von Portugal und Algarve und seine Nachfolger, wodurch ihm das Recht verliehen wird, die Reiche, Fürstentümer, Ländereien usw. der Ungläubigen zu erobern und zu unterwerfen
[...]
1.) Wir haben nun erfahren, dass Du aus frommer und christlicher Gesinnung die Feinde Christi, nämlich die Sarazenen, unterwerfen und mit mächtiger Hand zum Glauben an Christus führen willst, sofern die Autorität des Apostolischen Stuhles Dich dabei unterstützt. [...] Darum wollen Wir, durch die göttliche Liebe gestärkt, von Liebe zu den Christen bewegt und durch die Pflicht Unseres Hirtenamtes gebunden, alles, was der Erhaltung und Mehrung des Glaubens dient, für den Christus, unser Gott, sein Blut vergossen hat, einsetzen und den Mut der Uns treu Ergebenen wie auch Deine königliche Majestät in diesem frommen Unternehmen stützen.
Daher gewähren Wir mit diesem Schreiben kraft Apostolischer Autorität Dir völlige und freie Vollmacht, die sarazenischen, heidnischen und sonstwie ungläubigen und christusfeindlichen, wo immer gelegenen Reiche, Herzogtümer, Grafschaften, Fürstentümer und sonstige Herrschaften, Ländereien, Ortschaften, Landgüter, Festungen und sonstige Besitztümer, bewegliche und unbewegliche Güter, worin auch immer sie bestehen und welchen Titel sie auch immer tragen, sofern sie ebendiesen Sarazenen, Heiden, Ungläubigen und Feinden Christi gehören, selbst wenn es sich um Reiche, Herzogtümer, Grafschaften, Ländereien, Ortschaften, Landgüter, Festungen, Besitztümer und dergleichen Güter handelt, die einem oder mehreren Königen oder Fürsten gehören, anzugreifen, zu erobern, zu bekämpfen oder zu unterjochen, die Personen für immer in Knechtschaft zu halten und die Reiche, Herzogtümer, Grafschaften, Fürstentümer und sonstigen Herrschaften, die Besitztümer und dergleichen Güter für Dich und Deine Nachfolger als Könige Portugals für immer als Eigentum in Besitz zu nehmen und für Deinen und Deiner Nachfolger Gebrauch und Nutzen zu verwenden. Wir bitten, ermahnen und beschwören aufs inständigste Deine königliche Majestät, dass sie, mit dem Schwert der Kraft gegürtet und mit Starkmut gerüstet, für die Mehrung der göttlichen Ehre, den Ruhm des Glaubens und zum Heil Deiner Seele, Gott inständig vor Augen habe und in diesem Unternehmen ihre ganze Macht entfalte, damit der katholische Glaube durch Deine königliche Majestät über die Feinde Christi triumphieren kann und Du den Kranz der ewigen Glorie, der hier auf Erden erkämpft werden muss und den Gott denen, die Ihn lieben, verheißen hat, sowie Unseren und des Heiligen Stuhles Segen und Gnade in dieser Weise umso reichlicher verdienes.
2.) Damit Du und die geliebten Söhne, die edlen Herren Herzöge, Fürsten, Barone, Ritter und die anderen Christgläubigen, die Deiner königlichen Gnade in diesem Kampf folgen und nacheifern oder mit ihren Gütern dazu beisteuern, umso beherzter und mit noch glühenderem Eifer dieses Werk in Angriff nehmen oder je nach Gutdünken dazu beisteuern oder Hilfskräfte entsenden, damit Du und sie so hoffen können, dadurch das Heil ihrer Seelen zu erwerben, vertrauend auf die Barmherzigkeit des allmächtigen Gottes und auf die Macht seiner heiligen Apostel Petrus und Paulus, dazu gewähren Wir einen Ablass Dir und allen und jedem einzelnen Christgläubigen [...] die Deine Majestät bei diesem frommen Unternehmen begleiten [...]. Und zwar gewähren Wir um Deiner Ergebenheit willen, kraft derselben Autorität, den Ablass unter der Bedingung, dass ein geeigneter Beichtvater, den Du oder einer der Genannten hierzu erwählt, die volle Vergebung aller Sünden, Verbrechen, Vergehen und Übertretungen, die Ihr von Herzen bereut und gebeichtet habt, erteilen kann. Und Wir gewähren den Ablass Dir und jenen, die Dich begleiten, jedes Mal, wenn Ihr gegen die genannten Ungläubigen in den Krieg zieht [...].
3.) Wenn aber Du oder einer der Genannten, die Dich gegen die Sarazenen oder andere Ungläubige begleiten, auf dem Hinmarsch, dortselbst oder auf dem Rückmarsch aus diesem Leben scheiden solltet [...] so versetzen Wir Euch  durch dieses Schreiben wieder in den Stand der Unschuld, den Ihr nach Empfang der Taufe besaßt.“